# Saïd Boulchair
 (octobre 2020).
Si vous disposez d'ouvrages ou d'articles de référence ou si vous connaissez des sites web de qualité traitant du thème abordé ici, merci de compléter l'article en donnant les références utiles à sa vérifiabilité et en les liant à la section « Notes et références ».
Saïd Boulchair (en arabe : سعيد بو الشعير), né le 12 août 1945 à Djimla dans la wilaya de Jijel, est un avocat et homme politique algérien.

## Biographie

### Etudes
- Baccalauréat en droit.
- Diplôme d'études supérieures en droit public[1].
- Diplôme d'études supérieures en science politique[1].
- Doctorat d'État en droit[1] sur ce sujet :
  - La relation entre le pouvoir législatif et l'exécutif.
- Diplôme professeur agrégé de droit.

### Carrière
- Avocat certifié par la Cour suprême[1]  .
- Président de la Commission des institutions politiques et publiques du Conseil consultatif national[1] .
- Secrétaire d'État du gouvernement du 4 septembre 1993 au 20 mars 1995[2]
- Président du Conseil constitutionnel du 20 mars 1995 au 26 mai 2002[3].

### Œuvres
Plusieurs ouvrages ont été publiés :
- Le système politique algérien
- Droit constitutionnel et institutions politiques, volume 1 et 2.
- Système disciplinaire des agents publics
- La relation entre les autorités législatives et exécutives